# Correo de la victoria
El Correo de la victoria, conocido en inglés por su denominación abreviada V-mail, fue un sistema de correo aéreo utilizado durante la Segunda Guerra Mundial por el Servicio Postal de los Estados Unidos para el transporte de cartas entre los civiles norteamericanos y las tropas destinadas en el extranjero. Adaptación de un sistema británico anterior denominado Airgraph, el V-mail se basaba en la técnica del microfilm y estuvo en servicio desde el 15 de junio de 1942 hasta el 1 de abril de 1945.

## Funcionamiento del sistema

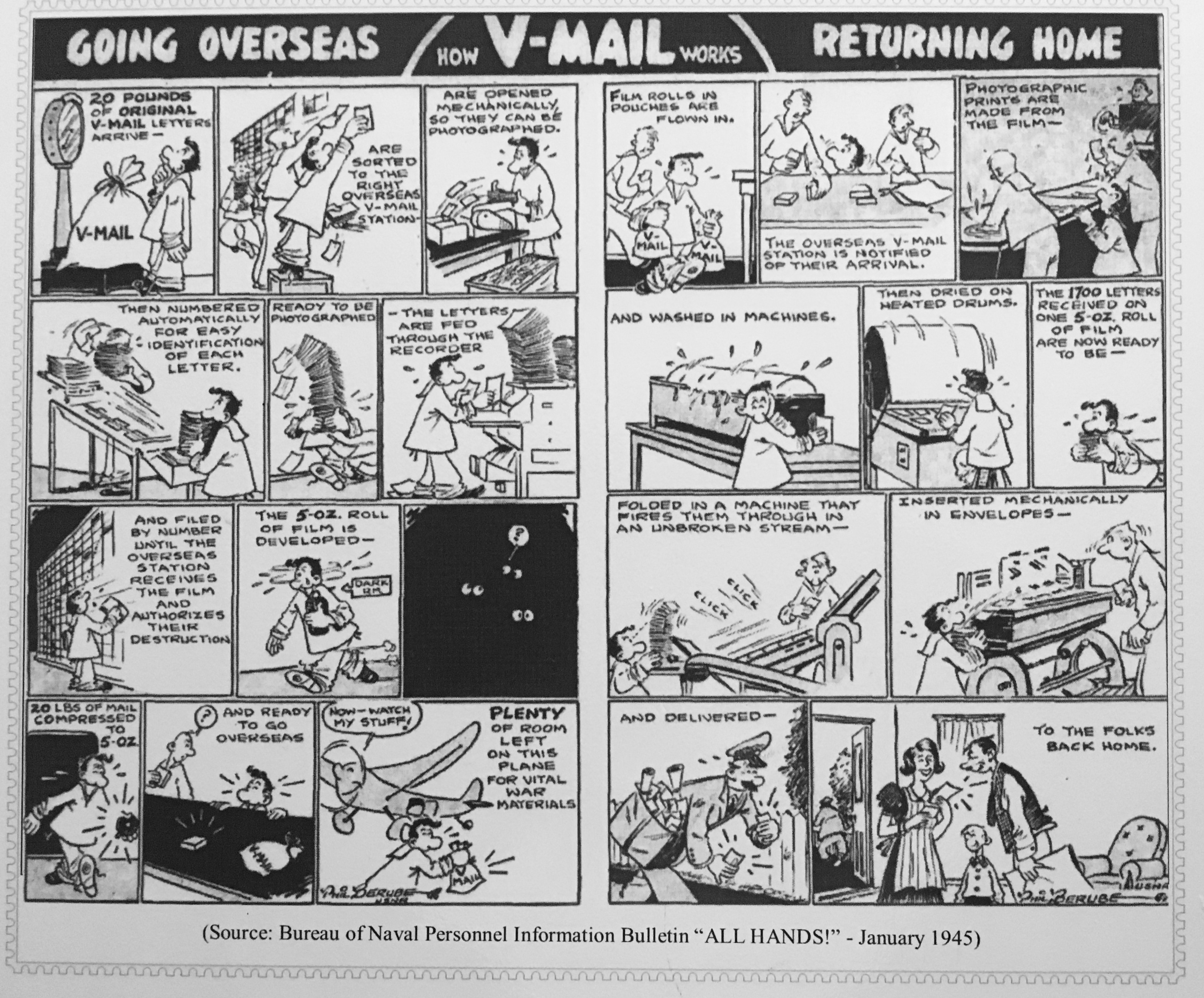
El Correo de la victoria explicado en forma de comic, en la USS Alabama (BB 60)

Para utilizar el V-mail, el usuario debía conseguir previamente, en la oficina postal local o en una tienda, un formulario postal preimpreso, que medía 17,8 x 23 cm. y disponía de una pestaña engomada en un lado para que el formulario, plegado sobre sí mismo, sirviese como su propio sobre. El formulario contenía apartados para los datos del remitente y el destinatario y un espacio circular para estampar el sello de aprobación de la censura postal. Como consecuencia, el espacio disponible para escribir la carta era bastante reducido. Una vez escrito el mensaje, el usuario debía plegar y franquear el formulario y echarlo al correo. Los servicios postales abrían y microfilmaban cada carta de V-mail, que de este modo quedaba reducida al tamaño de una uña. Los rollos de película eran despachados por vía aérea (siempre que fuera posible) a estafetas receptoras cercanas al destinatario, donde se invertía el proceso: los rollos de microfilm eran revelados e impresos en papel fotográfico ligero, con un tamaño un 60 % menor al original (10,7 x 13,2 cm). Estas fotocopias reducidas se introducían en sobres y se hacían llegar al destinatario.

## Ventajas e inconvenientes
Para los usuarios, el V-mail, consideraciones patrióticas aparte, ofrecía como ventaja principal la rapidez: si una carta ordinaria, transportada por barco, podía tardar un mes en llegar a su destino, con este sistema aéreo el plazo se reducía a doce días. Adicionalmente, las posibilidades de extravío de la carta prácticamente desaparecían, pues los formularios originales, dotados de un número de serie, quedaban archivados en la estafeta de origen, donde podían ser recuperados y reenviados en caso necesario. A cambio, el espacio disponible para escribir era muy limitado (entre cien y trescientas palabras, según tamaño de letra) y había que ser cuidadoso para asegurar la legibilidad por el destinatario. Las instrucciones impresas en el propio formulario aconsejaban la utilización de máquina de escribir o de tinta negra y advertían que "la letra muy pequeña no es adecuada". Una empresa lanzó al mercado un tipo de tinta específico para su uso en el V-mail y la compañía Sheaffer's comercializó un kit de viaje que consistía en un envase cilíndrico metálico que contenía varios formularios de V-mail, tinta y pluma.
Para los servicios postales, en cambio, a cambio de un mayor trabajo de manipulación, todo eran ventajas, especialmente en términos de ahorro de tamaño y peso, con la consiguiente ganancia de espacio para el transporte de suministros militares. Según datos del National Postal Museum, dependiente del Instituto Smithsoniano, las 37 sacas de correo necesarias para transportar 150.000 cartas de una sola página, se reemplazaban por una sola saca, y el peso de ese volumen de correo se reducía drásticamente, de 2575 libras a 45. Adicionalmente, el uso del V-mail dificultaba la intercepción del correo por el enemigo y el envío por carta de mensajes cifrados por espías o agentes infiltrados, ya que el microfilmado inutilizaba sistemas como la tinta invisible o los micropuntos.

## Grado de utilización
El V-mail se hizo un sistema ciertamente popular. Según datos del National Post Museum, en los menos de tres años que estuvo en servicio los soldados en ultramar enviaron más de 556 millones de cartas por este sistema y recibieron más de 510 millones. Sin embargo, el sistema, seguramente por sus limitaciones de espacio y contenido, no desplazó el correo convencional, que siguió siendo mayoritario. Según la misma fuente, en el año 1944 el personal de la marina estadounidense recibió 38 millones de cartas por V-mail frente a 272 millones de cartas por correo convencional.